# L'escriptor d'un país sense llibreries
L'escriptor d'un país sense libreries (2019) és una pel·lícula catalana per Marc Serena i protagonitzada per l'escriptor Juan Tomás Ávila Laurel. S'ha estrenat a diversos festivals de cinema com Seminci Valladolid, L'Alternativa Barcelona, Rizoma Madrid i Gollut Ribes de Freser, on va guanyar dos premis.

## Argument
Guinea Equatorial es va independitzar d'Espanya fa 51 anys i ara s'ha convertit en un dels països més aïllats d'Àfrica, sotmès a una de les dictadures més longeves del món, la de Teodoro Obiang, un militar format a l'Acadèmia de Saragossa. Hi entrem acompanyats de l'escriptor més traduït del país, Juan Tomás Ávila Laurel, que des del 2011 viu refugiat a Sant Cugat del Vallès. A través dels seus llibres ens endinsem en un racó de l'Àfrica on s'hi troben algunes de les víctimes més invisibles del franquisme i que, encara ara, pateix les conseqüències de dos segles de dominació colonial.